# يوشيرو آبي
يوشيرو آبي مواليد 5 يوليو 1980 في نيهاما، إهيمه، إهيمه، اليابان، هو لاعب كرة قدم ياباني. يلعب كمهاجم.

## المسيرة الاحترافية

### أندية لعب لها
- نادي طوكيو لكرة القدم
- شونان بلمار
- جوبيلو إيواتا

## روابط خارجية
- يوشيرو آبي على موقع رابطة كرة القدم اليابانية للمحترفين (اليابانية)
- يوشيرو آبي على موقع قاعدة بيانات كرة القدم.إي يو (الإنجليزية)
- يوشيرو آبي على موقع Soccerway.com (الإنجليزية)
- يوشيرو آبي على موقع عالم كرة القدم.نت (الإنجليزية)